# 冷丰年
冷丰年，清朝江西义宁（今江西省修水縣）人，清朝政治人物。
冷丰年曾于1819年接替明通任崇明县知县一职，1819年由明通接任。